# قناة لوف
قناة لوف (بالإنجليزية: Love Canal) هو حي في شلالات نياجرا، نيويورك، سيئ السمعة وهو مكب النفايات الذي أصبح موقعًا لكارثة بيئية هائلة في السبعينيات. أضرت عقود من إلقاء المواد الكيميائية السامة بصحة مئات السكان؛ تم تنظيف المنطقة على مدار 21 عامًا من خلال عملية سوبر فنْد.
في عام 1890، تم إنشاء قناة لوف كمجتمع نموذجي مخطط، ولكن تم تطويره جزئيًا فقط. في عشرينيات القرن العشرين، أصبحت القناة مكبًا للنفايات البلدية لمدينة شلالات نياغارا. خلال الأربعينيات من القرن الماضي، تم شراء القناة من قبل شركة هوكر للكيماويات، التي أصبحت الآن أوكسدينتال بيتروليم، والتي استخدمت الموقع لإلقاء 21,800 طن قصير (حوالي 19,800 ر) من المنتجات الثانوية الكيميائية الناتجة عن صناعة الأصباغ والعطور والمذيبات للمطاط والراتنجات الاصطناعية.
تم بيع قناة لوف إلى منطقة مدرسة محلية في عام 1953، بعد تهديد بـ حيازة الأراضي (نزع الملكية للمنفعة العامة). على مدى العقود الثلاثة المقبلة، اجتذبت المنطقة الاهتمام الوطني لمشكلة الصحة العامة الناشئة عن إلقاء النفايات السامة على الأرض. أدى هذا الحدث إلى نزوح العديد من العائلات، تاركًا لها مشاكل صحية طويلة الأمد وأعراض ارتفاع عدد خلايا الدم البيضاء وسرطان الدم. في وقت لاحق، أصدرت الحكومة الفيدرالية قانون سوبر فنْد. هدمت عملية تنظيف سوبر فنْد الحي الذي انتهى خلال عام 2004.
في عام 1988، وصف مفوض وزارة الصحة بولاية نيويورك ديفيد أكسلرود حادثة قناة لوف بأنها «رمز وطني للفشل في ممارسة الشعور بالقلق للأجيال القادمة». كانت حادثة قناة لوف مهمة بشكل خاص باعتبارها حالة حيث «غمر السكان في النفايات بدلاً من أن يحدث العكس». تضم الجامعة في أرشيف بافالو عددًا من الوثائق الأولية والصور ومقتطفات الأخبار المتعلقة بالكارثة البيئية لقناة لوف؛ تم رقمنة العديد من العناصر ويمكن عرضها عبر الإنترنت.

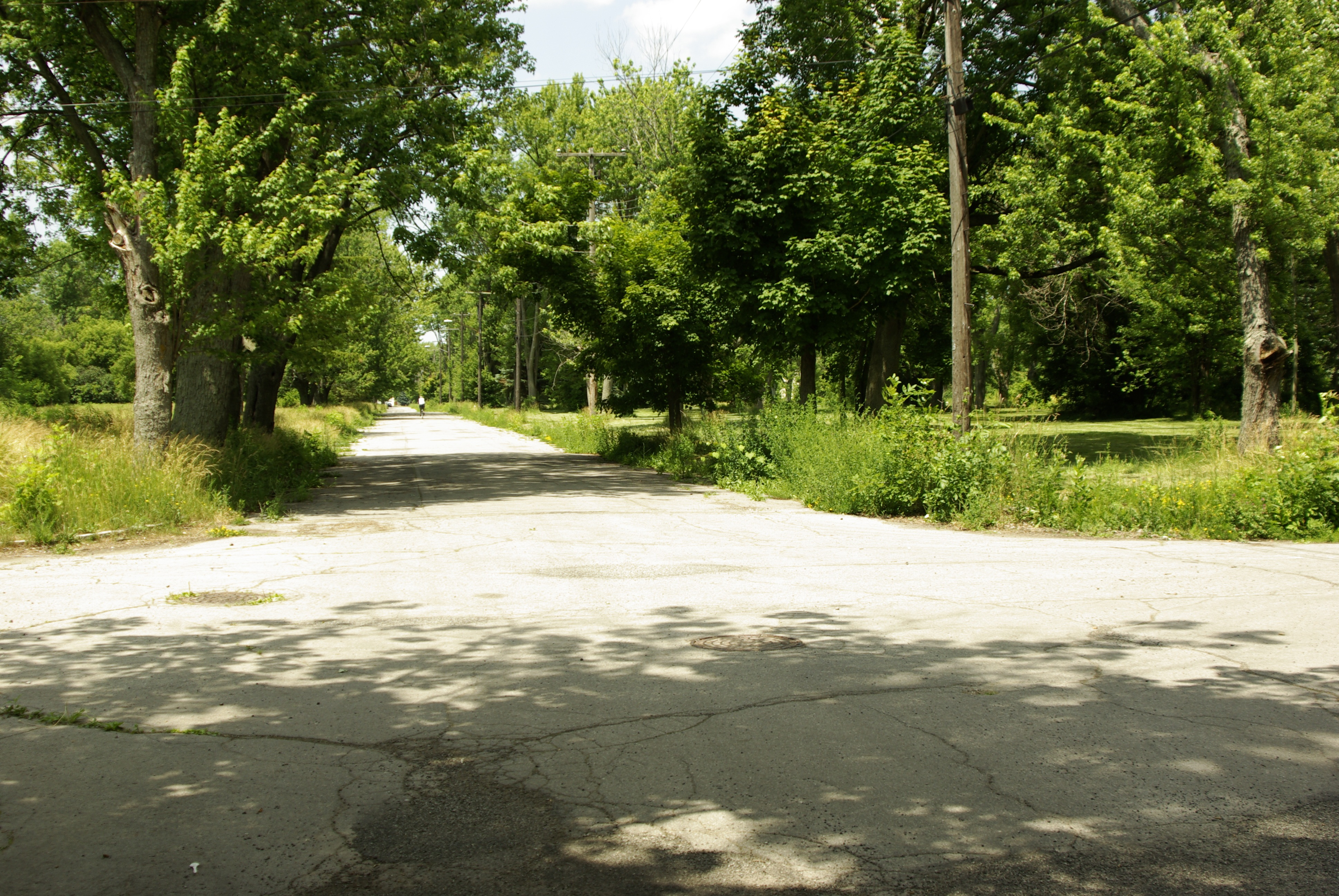
الشوارع المهجورة على الجانب الغربي من قناة لوف.

## روابط خارجية
- مجموعات قناة لوف في أرشيف الجامعة، جامعة مكتبات بافالو
- أوراق قناة لوف أديلاين ليفين في متحف بافالو للتاريخ
- صندوق قناة لوف الطبية.
- تراث نيويورك: صور قناة لوف
- دراسة المتابعة لعام 2008